# County Ground (Taunton)
Der County Ground oder auch The Cooper Associates County Ground ist ein Cricket-Stadion in der englischen Stadt Taunton. Das Stadion dient als Heimstätte des Somerset County Cricket Club.

## Geschichte
Somerset nutzt das Stadion seit 1882 und seit 1891 für County-Championship-Begegnungen. Die größte Zuschauermenge wurde bei einer Tour der australischen Cricket-Nationalmannschaft 1948 mit 10.000 Zuschauern erzielt. Bis in die 1970er Jahre war die Spielfläche in eine Windhund-Rennbahn eingefasst. Eine Aufwertung des Stadions erfolgte 2008, als man neue Zuschauertribünen errichtete.

## Kapazität und Infrastruktur
Derzeit hat das Stadion eine Kapazität von 8.500 Sitzplätzen. Die beiden Ends heißen River End und Old Pavilion End.

## Nutzung
Neben der Verwendung im County Cricket wurden hier bei drei Cricket World Cups internationale Spiele ausgetragen. Beim Cricket World Cup 1983 fand hier eine Partie, beim Cricket World Cup 1999 zwei Partien und beim Cricket World Cup 2019 drei Partien statt. Auch ist das Stadion seit 2006 Heimat der englischen Frauen-Cricket-Nationalmannschaft. Seit der Saison 2017 werden in diesem Stadion auch Spiele internationaler Cricket-Touren der englischen Cricket-Nationalmannschaft ausgetragen.